# Шенгорст (Німеччина)
Шенгорст (нім. Schönhorst) — громада в Німеччині, розташована в землі Шлезвіг-Гольштейн. Входить до складу району Рендсбург-Екернферде. Складова частина об'єднання громад Флінтбек.
Площа — 3,55 км2. Населення становить 303 ос. (станом на 31 грудня 2020).